# وذمة مخاطية
يتحدث هذا المقال عن تغيرات الجلد التي تحدث في حالة انخفاض هرمون الثايرويد (قصور الغدة الدرقية), كلمة وذمة مخاطية كانت تستخدم على مرور التاريخ لتشير إلى قصور الغدة الدرقية بشكل عام.
للحالات الطبية الطارئة ذات العلاقة انظر إلى الغيبوبة الناتجة عن الوذمة المخاطية.
الوذمة المخاطية هو مصطلح يستخدم في حالات قصور الدرقية بشكل حاد، وأيضا يستخدم لوصف التغيرات الجلدية التي تحدث في حالة تدني قصور الغدة الدرقية، وأحيانًا في حالة فرط عمل الدرقية، هذا المقال هو لمناقشة التغيرات الجلدية.
في سياق الكلام، الوذمة المخاطية تشير إلى ترسيب عديد السكرايد المخاطي في الأدمة مما يؤدي إلى تورم المنطقة المتأثرة، واحدة من علامات الوذمة الخاطية تحدث في الأطراف السفلية هي الوذمة المخاطية أمام الظنبوب وهي تعد صفة رسمية لمرض الدراق الجحوظي وهو نوع من أنواع قصور الدرقية المتعلق بالمناعة الذاتية.
الوذمة المخاطية تحدث في حالات التهاب الدرقية المنسوب لهاشيموتو (التهاب الغدة الدرقية المزمن) والعديد من أمراض قصور الدرقية طويلة الأمد الأخرى بالإضافة إلى مرض الدراق الجحوظي.
كلمة وذمة مخاطية (myxedema) أصلها كلمة يونانية حيث myx تعني mucus (مخاط)، أو تعني (مادة لزجة).و edema تعني تورم (swelling).

## العلامات والأعراض
الوذمة المخاطية قد تحدث في أسفل القدم وتدعى (الوذمة المخاطية أمام الظنبوب) وقد تحدث خلف العينين وتدعى (الجُحوظ).

## الاسباب
من المعروف أن الوذمة المخاطية تحدث في أشكال مختلفة عند قصور الدرقية، وأيضا في حالة مرض الدراق الجحوظي. واحدة من العلامات المميزة للدراق الجحوظي هي الوذمة المخاطية التي تحدث أمام الظنبوب، الوذمة المخاطية التي تصيب الأطراف السفلية.
الوذمة المخاطية أكثر شيوعا في النساء منها الرجال.
الوذمة المخاطية تحدث في:
- فرط الدرقية، مثل الوذمة التي تحدث أمام الظنوب وأيضا التي تحدث في الجحوظ. الوذمة أمام الظنوب تحدث في 1-4% من المصابين بمرض الدراق الجحوظي الذي يعد مسبباً لفرط الدرقية.[3]
- قصور الدرقية، يشمل مرض التهاب الدرقية لهاشيموتو

## الفسيولوجيا المرضية
الوذمة المخاطية يوصف نوع محدد من الوذمة الجلدية والأدمية الناتج عن زيادة ترسيب مكونات النسيج الضام، الألياف الضامة تكون مفصولة من خلال زيادة كمية البروتين وعديد السكرايد المخاطي. هذه قد تشمل غليكوز امينو غليكان، حمض الهيالورونيك، بالإضافة إلى عديدات السكاريد المخاطية الأخرى. هذا المركب المكون من البروتين – عديد السكرايد المخاطي يرتبط بالماء، وأيضا ينتج وذمة انتفاخية لا منطبعة خصوصا حول العينين واليدين والقدمين وأيضا في الحفرة فوق الترقوة، الوذمة المخاطية مسؤلة عن زيادة سمك اللسان والغشاء المخاطي الموجود في الحنجرة والبلعوم مما ينتج عنه كلام ثقيل متداخل وبحة في الصوت، كلا العرضين موجودات أيضا في حالة قصور الغدة الدرقية.
الزيادة في ترسيب الغلايكوزامينوغلايكان غير مفهومة تماما، ولكن هناك آليتين في التصور:
1. تحفيز الأرومة الليفية، يعتقد بان تحفيز الأرومة الليفية من خلال تحفيز مستقبل الهرمون المحفز للثايرويد يزيد ترسيب الغلايكوزامينوغلايكان مما يؤدي إلى تشكل وذمة تناضحية ويؤدي إلى احتباس السوائل. من المعتقد أن العديد من الخلايا المسئولة عن تكوين النسيج الضام تتفاعل لزيادة مستوى الهرمون المحفز للثايرويد.
2. تحفيز الخلايا الليمفاوية في مرض الدراق الجحوظي (داء جرافيز) الثايرويدي، الخلايا الليمفاوية تتفاعل ضد مستقبلات الهرمون المحفز للثايرويد. الخلايا الليمفاوية لا تتفاعل فقط ضد مستقبلات الثايرويد ولكن أيضا مع أي نسيج لديه خلايا تظهر عليها المستقبلات، هذا قد يؤدي إلى تلف النسيج وتكون ندبة في النسيج، مما يفسر ترسيب الغلايكوزامينوغلايكان.